# Csákánydoroszlói várkastély
A Csákánydoroszlói vár vagy más néven csákánydoroszlói Batthyány-kastély Körmend városának vonzáskörzetében, a Rába folyó partján fekszik Csákánydoroszló községe, melynek belterületén emelkedik a várkastély.

## A kastély rövid története
A korabeli források szerint a jobbágyfalut 1525-ben szerezték meg a magyar történelemben fontos méltóságokat viselő főnemesi Batthyány család tagjai, akik hozzácsatolták területét a közeli németújvári váruradalomhoz. Mivel a Dunántúl déli tájait tartósan meghódító törökök rablóportyái egyre inkább fenyegették a Rába folyó mentén élő lakosságot, szükségessé vált egy kisebb „castellum” kialakítása. Az itt állomásozó fegyveres katonaság feladatát a folyón átívelő híd őrzése jelentette az ellenséges rajtaütésekkel szemben.
Az egykori adatok szerint 1570–1580 között emeletes reneszánsz díszítésű lakóépületet hoztak létre, majd ehhez 1610 körül vaskos kaputornyot csatoltak, amit egyúttal megfigyelőhelyként is használtak. Az épület felső szintjén kulcslyuk alakú lőréseket alakítottak ki, de a kastély udvarát övező palánkfal és mély vizesárok is a védelmi lehetőségek bővítését jelentette.
A csákányi uradalomhoz 18 község tartozott, ennek megóvását 30 fő látta el egy 1633-ból fennmaradt zsoldjegyzék szerint. Egy évtized múltán már 50 katonát tartottak fegyverben a Batthyány uraságok.
A 17. század közepén fontos lépéseket tett Ádám gróf, dunántúli főkapitány a megerősítésére, és az itáliai Carli hadmérnök tervei alapján, palánkból készített ágyúbástyákkal egészíttette ki a castellum védőműveit. Rövidesen sor kerülhetett a végház ellenálló képességének próbájára is, amikor 1664-ben a török nagyvezír seregének egy része Csákánynál próbált átkelni a folyamon, de ezt a tervüket Batthyány Pál földesúr katonasága a Habsburg-csapatokkal közösen megakadályozta.
A 18. században elült a Rákóczi-szabadságharc csatazaja, a szükségtelenné váló külső palánkfalakat és bástyákat fokozatosan lebontották, helyükbe gazdasági épületeket és nagyméretű parkot alakítottak ki. Magát a reneszánsz lakóépületet 1753-ban bővítették ki U alakú nyugati és keleti szárnyakkal, addigra betömték a mély vizesárkot, s megszüntették a rajta átívelő hidat is.
A Batthyány főúri család birtokában maradt egészen 1944-ig, amikor a háború elől lakói Nyugatra menekültek, a gazdátlan épületeket pedig kifosztották. Később erdészeti központot, majd szanatóriumot alakítottak ki falai között, ezért manapság zárt területnek számít, nem látogatható.

## Képgaléria

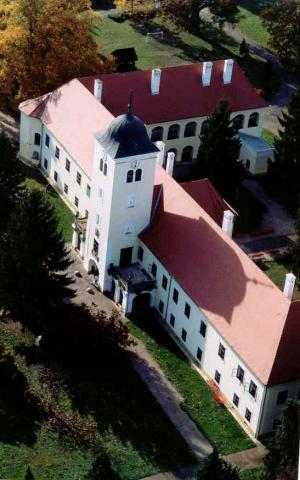
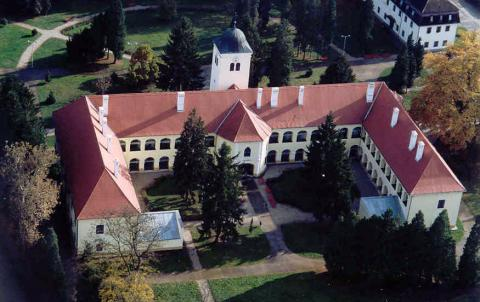
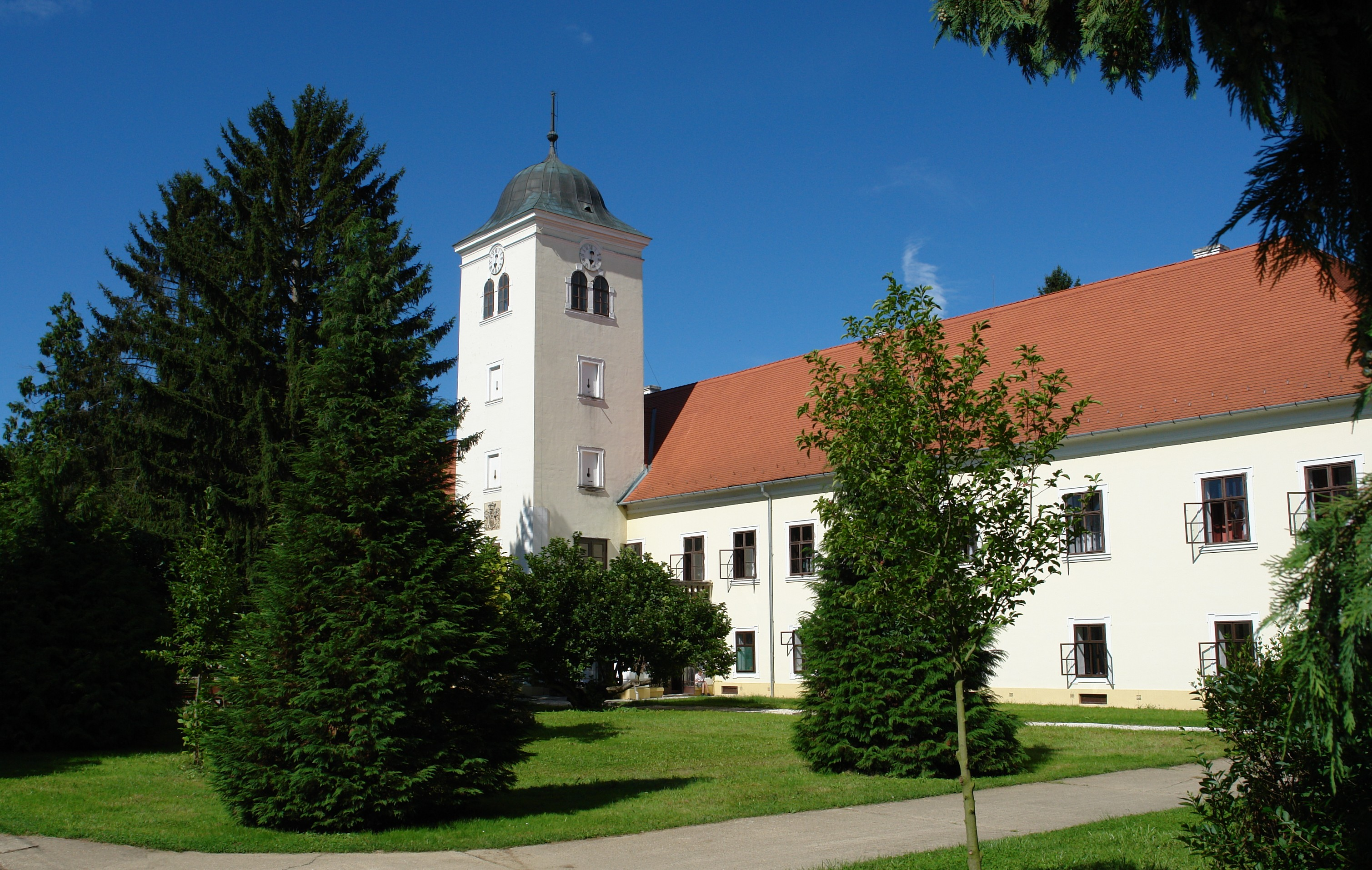
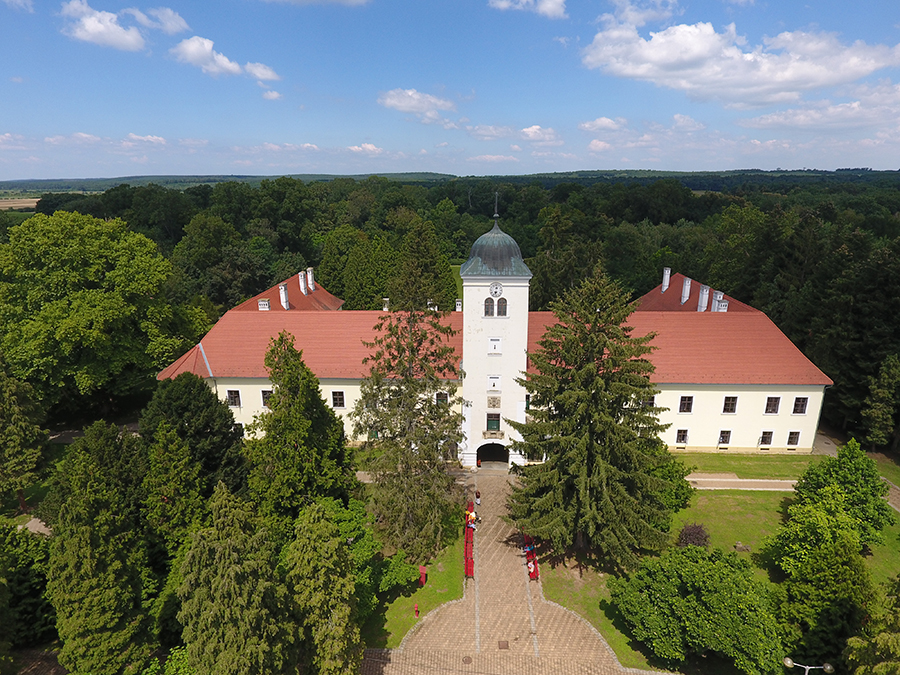
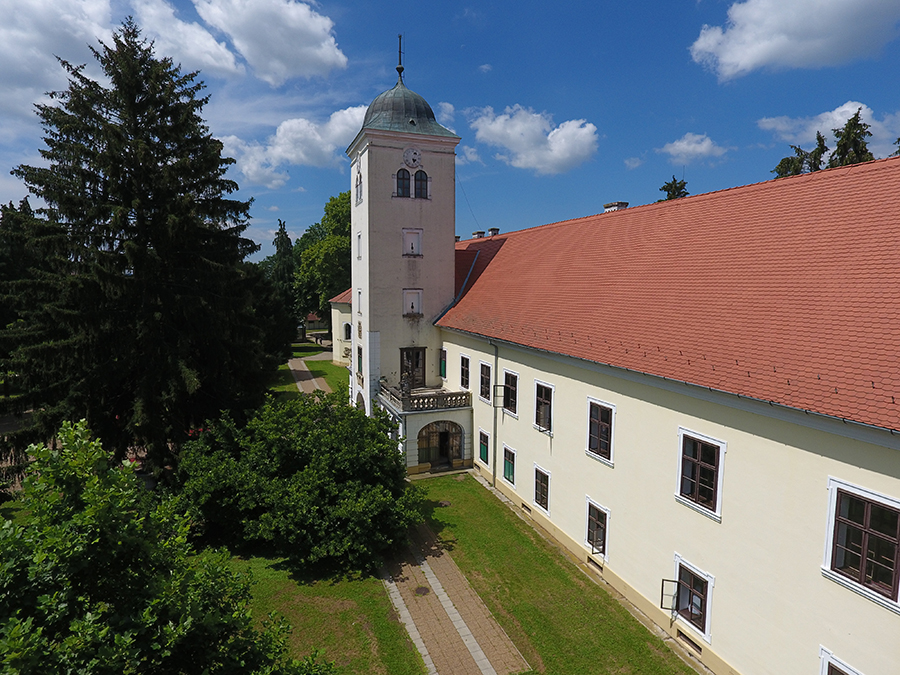